# Фінали Золотого кубка КОНКАКАФ
Нижче поданий список фіналів Золотого кубка КОНКАКАФ.

## Фінали
| Рік  | Переможець | Рахунок | Фіналіст   | Стадіон                | Місто             | Країна  | Глядачів | Примітки |
| ---- | ---------- | ------- | ---------- | ---------------------- | ----------------- | ------- | -------- | -------- |
| 1991 | США        | 0–0     | Гондурас   | Меморіальний Колізей   | Лос-Анджелес      | США     | 39,873   |          |
| 1993 | Мексика    | 4–0     | США        | Ацтека                 | Мехіко            | Мексика | 130,800  |          |
| 1996 | Мексика    | 2–0     | Бразилія   | Меморіальний Колізей   | Лос-Анджелес      | США     | 88,155   |          |
| 1998 | Мексика    | 1–0     | США        | Меморіальний Колізей   | Лос-Анджелес      | США     | 91,255   |          |
| 2000 | Канада     | 2–0     | Колумбія   | Меморіальний Колізей   | Лос-Анджелес      | США     | 7,000    |          |
| 2002 | США        | 2–0     | Коста-Рика | Роуз-боул              | Пасадена          | США     | 14,432   |          |
| 2003 | Мексика    | 1–0     | Бразилія   | Ацтека                 | Мехіко            | Мексика | 80,000   |          |
| 2005 | США        | 0–0     | Панама     | Джаєнтс Стедіум        | Східний Рутерфорд | США     | 31,018   |          |
| 2007 | США        | 2–1     | Мексика    | Солджер-філд           | Чикаго            | США     | 60,000   |          |
| 2009 | Мексика    | 5–0     | США        | Джаєнтс Стедіум        | Східний Рутерфорд | США     | 79,156   |          |
| 2011 | Мексика    | 4–2     | США        | Роуз-боул              | Пасадена          | США     | 93,420   |          |
| 2013 | США        | 1–0     | Панама     | Солджер-філд           | Чикаго            | США     | 57,920   |          |
| 2015 | Мексика    | 3–1     | Ямайка     | Лінкольн Файненшл філд | Філадельфія       | США     | 68,930   |          |
| 2017 | США        | 2–1     | Ямайка     | Левайс Стедіум         | Санта-Клара       | США     | 63,032   |          |

|  | Перемога в додатковий час |
|  | Перемога в серії пенальті |